# Niels-Kristian Iversen

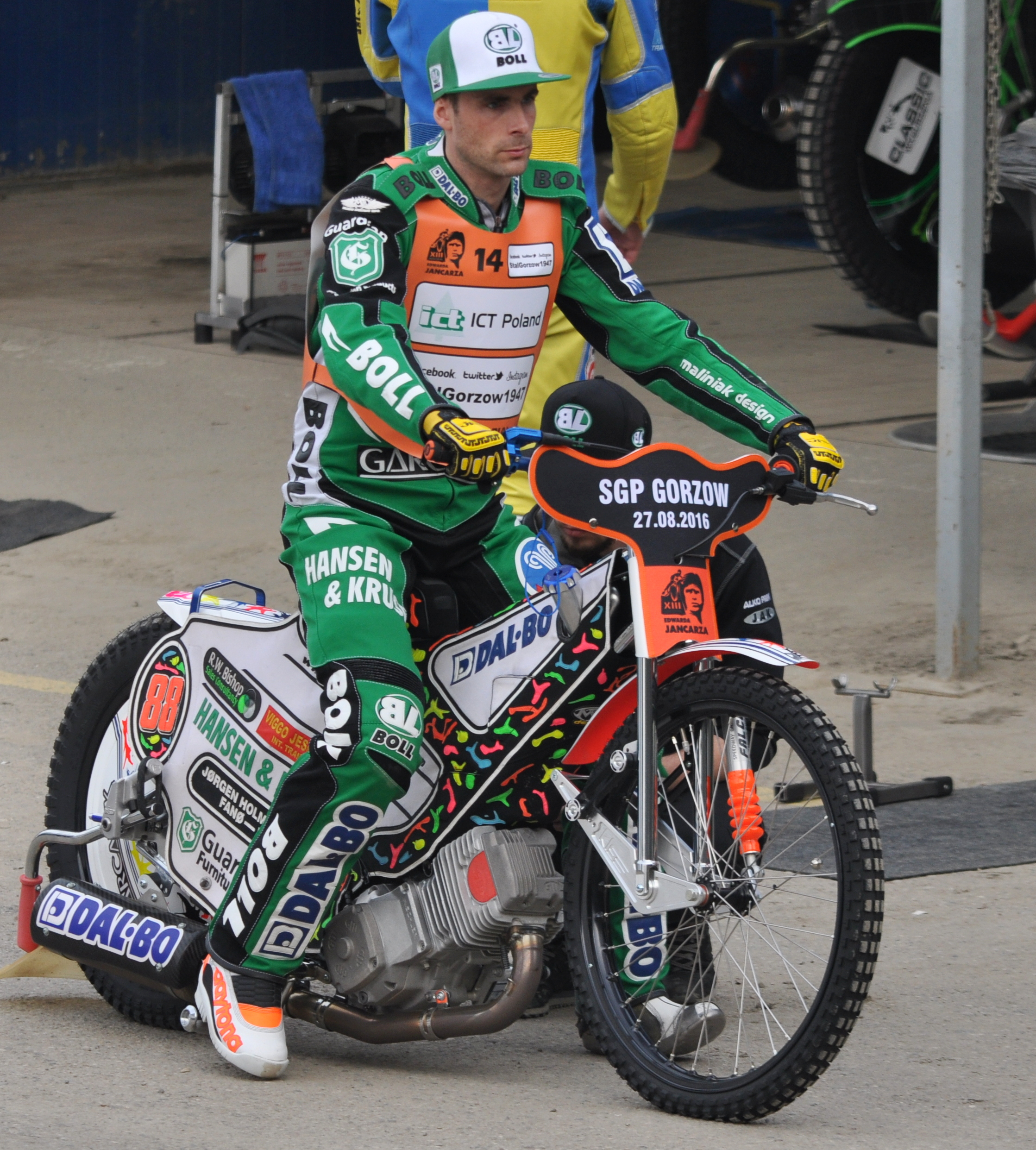

Niels-Kristian Trochmann Iversen (ur. 20 czerwca 1982 w Esbjergu) – duński żużlowiec.

## Życiorys
Karierę żużlową rozpoczął w 1999. Dotychczasowymi największymi osiągnięciami drużynowymi Iversena są złote medale (2006, 2008, 2012, 2014), srebrne medale (2007, 2010, 2013) oraz brązowe medale (2004 i 2005) Drużynowego Pucharu Świata z reprezentacją Danii, a także 2 brązowe medale Klubowego Pucharu Europy: w 2004 ze słoweńskim zespołem AMTK Ljubljana, a w 2010 z Falubazem Zielona Góra. Indywidualnie największy juniorski sukces odniósł zdobywając srebrny medal mistrzostw Europy juniorów w 2000. W 2006 był stałym uczestnikiem cyklu Grand Prix IMŚ, wyłaniającego mistrza świata w sporcie żużlowym, a także zdobył mistrzostwo Elite League z Peterborough Panthers. Dzięki zwycięstwu w Vojens w Finale Eliminacji do GP w 2008 był stałym uczestnikiem cyklu, który zakończył na 12 miejscu. Po zajęciu 3 miejsca w GP Challenge w chorwackim Gorican został stałym uczestnikiem turnieju na rok 2013. 2 czerwca 2013 w walijskim Cardiff pierwszy raz stanął na podium turnieju o mistrzostwo świata. 3 sierpnia 2013 wygrał we włoskim Terenzano swój pierwszy turniej Grand Prix.
W lidze polskiej występował w ekstraligowym Falubazie Zielona Góra. W 2008 został brązowym medalistą Indywidualnych Mistrzostw Danii oraz zdobył, również brązowy, medal Speedway Ekstraligi razem z drużyną z Myszką Mickey na plastronach. W 2009 zdobył wraz z drużyną Falubazu Zielona Góra złoty medal DMP. Rok później zdobył z tą samą drużyną srebrny medal. Po sezonie 2010 zmienił klub na Stal Gorzów Wlkp., z którym wywalczył brązowy medal DMP. W sezonie 2011 został także srebrnym medalistą Indywidualnych Mistrzostw Danii. W tym samym roku Z drużyną Indianerny Kumla osiągnął wicemistrzostwo Szwecji. Sezon 2012 był przełomem w karierze zawodnika. Wywalczył awans do Grand Prix, został Indywidualnym Mistrzem Danii, z drużyną z Esbjerg osiągnął Drużynowe Mistrzostwo Danii, z drużyną narodową – mistrzostwo świata, a z drużyną z Gorzowa – wicemistrzostwo kraju. Duńczyk sezon 2012 w polskiej ekstralidze zakończył jako 2. co do skuteczności zawodnik ligi ze średnią 2,365. Sezon 2013 był jeszcze bardziej udany niż poprzedni i zakończył on go ze średnią 2,51. 26 maja 2013 roku podczas meczu Bydgoszczy z gorzowską Stalą uzbierał tzw. oczko – czyli 21 punktów meczowych. W lipcu 2013 został Wicemistrzem Świata z ekipą Danii. W tym samym sezonie obronił tytuł Indywidualnego Mistrza Danii. W 2014 z drużyną Stali Gorzów Iversen zdobył złoto.
W sezonach 2015-2017 w dalszym ciągu reprezentował barwy Stali Gorzów. W 2016 drużyna zdobyła złoty, a w 2017 brązowy medal DMP.  Duża w tym zasługa Iversena - w obu sezonach jego średnia zbliżona była do 2 punktów na bieg.Po 2017 roku zawodnik przeszedł do klubu z Torunia, który w 2018 uplasował się na 5 miejscu, a w 2019 spadł z Ekstraligi.Sam Iversen spisywał się przyzwoicie, kończąc sezony ze średnią zbliżoną do 1,8 punktu na bieg. Na sezon 2020 powrócił do Stali Gorzów, z którą zdobył srebrny medal DMP, lecz jego forma nie imponowała.
W sezonie 2021 po raz pierwszy wystartował w I lidze, reprezentując Unię Tarnów, z którą spadł do II ligi. Przez cały sezon zmagał się on z urazami, co mocno odbiło się na wyniku drużyny.
W sezonach 2022-2023 reprezentował barwy Orła Łódź w rozgrywkach I ligi żużlowej, a w 2023 Metalkas 2 Ekstraligi. Jego średnia wynosiła kolejno 1,857 i 1,956 puntu na bieg.
Od sezonu 2024 jeździ dla Wybrzeża Gdańsk.Po sezonie 2024 drużyna spadła do Krajowej Ligi Żużlowej. Iversen, mimo średniej 2,015 punktu na bieg, zdecydował się pozostać w drużynie i wspomóc ją w jeździe na najniższym szczeblu rozgrywkowym w Polsce. Jego pozostanie klub ogłosił w nietuzinkowy sposób - zawodnik opowiedział dobranockę w języku polskim.
W sezonie 2025 będzie zawodnikiem Wybrzeża Gdańsk, Ejsberg Vikings, King's Lynn Stars i Vagarny.

## Przynależność klubowa
Dania
- Holsted Tigers (2001-2008)
- Ejsberg Vikings (2009)
- Holsted Tigers (2010)
- Region Varde Elitesport (2011)
- Ejsberg Vikings (2012-)

Wielka Brytania
- King’s Lynn Stars (2001)
- Newport Wasps (2003)
- Oxford Cheetahs (2003–2005)
- Peterborough Panthers (2006–2007)
- Wolverhampton Wolves (2008)
- Peterborough Panthers (2009–2010)
- King’s Lynn Stars (2011–2016)
- King’s Lynn Stars (2018)
- Ipswich Witches (2019)
- King's Lynn Stars (2022)
- Peterborough Panthers (2023)
- King's Lynn Stars (2024-)

Szwecja
- Västervik Speedway (2004–2009)
- Indianerna Kumla (2010–2016)
- Piraterna Motala (2017)
- Eskilstuna Smederna (2018)
- Piraterna Motala (2019)
- Indianerna Kumla (2021-2022)
- Rospiggarna (2023)
- Vargarna (2024-)

Polska
- Sparta Wrocław (2004)
- ROW Rybnik (2005)
- KS Toruń (2006)
- Falubaz Zielona Góra (2007–2010)
- Stal Gorzów Wielkopolski (2011–2017)
- KS Toruń (2018–2019)
- Stal Gorzów Wielkopolski (2020)
- Unia Tarnów (2021)
- Orzeł Łódź (2022–2023)
- Wybrzeże Gdańsk (2024-)

## Starty w Grand Prix (Indywidualnych Mistrzostwach Świata na Żużlu)

### Zwycięstwa w poszczególnych zawodachGrand Prix
| Nr | Dzień          | Rok  | Nazwa                        | Miejscowość | Tor                               | Długość toru |
| -- | -------------- | ---- | ---------------------------- | ----------- | --------------------------------- | ------------ |
| 1. | 3 sierpnia     | 2013 | Grand Prix Włoch             | Terenzano   | Olympia Stadium                   | 400m         |
| 2. | 21 września    | 2013 | Grand Prix Skandynawii       | Solna       | Friends Arena (sztuczny tor)      | 275m         |
| 3. | 28 czerwca     | 2014 | Grand Prix Danii             | Kopenhaga   | Parken (sztuczny tor)             | 275m         |
| 4. | 4 lipca        | 2015 | Grand Prix Wielkiej Brytanii | Cardiff     | Millennium Stadium (sztuczny tor) | 278m         |
| 5. | 1 października | 2016 | Grand Prix Polski            | Toruń       | Motoarena                         | 325m         |

### Miejsca na podium
| Nr | Dzień           | Rok  | Nazwa                        | Miejscowość | Tor                               | Miejsce | Punkty | Biegi           | Zwycięzca        |
| -- | --------------- | ---- | ---------------------------- | ----------- | --------------------------------- | ------- | ------ | --------------- | ---------------- |
| 1. | 1 czerwca       | 2013 | Grand Prix Wielkiej Brytanii | Cardiff     | Millennium Stadium (sztuczny tor) | 2.      | 16     | (2,2,3,3,1,3,2) | Emil Sajfutdinow |
| 2. | 3 sierpnia      | 2013 | Grand Prix Włoch             | Terenzano   | Olympia Stadium                   | 1.      | 13     | (3,0,w,3,2,2,3) | —                |
| 3. | 21 września     | 2013 | Grand Prix Skandynawii       | Solna       | Friends Arena (sztuczny tor)      | 1.      | 18     | (t,3,3,3,3,3,3) | —                |
| 4. | 28 czerwca      | 2014 | Grand Prix Danii             | Kopenhaga   | Parken (sztuczny tor)             | 1.      | 16     | (3,3,1,3,1,2,3) | —                |
| 5. | 4 lipca         | 2015 | Grand Prix Wielkiej Brytanii | Cardiff     | Millennium Stadium (sztuczny tor) | 1.      | 14     | (1,2,3,2,1,2,3) | —                |
| 6. | 26 września     | 2015 | Grand Prix Sztokholmu        | Solna       | Friends Arena (sztuczny tor)      | 3.      | 14     | (3,3,2,1,2,2,1) | Tai Woffinden    |
| 7. | 24 października | 2015 | Grand Prix Australii         | Melbourne   | Etihad Stadium (sztuczny tor)     | 2.      | 15     | (3,2,w,2,3,3,2) | Greg Hancock     |
| 8. | 1 października  | 2016 | Grand Prix Polski            | Toruń       | Motoarena                         | 1.      | 15     | (1,3,2,2,2,2,3) | —                |
| 9. | 5 października  | 2019 | Grand Prix Polski            | Toruń       | Motoarena                         | 3.      | 11     | (3,2,2,1,0,2,1) | Leon Madsen      |

### Punkty w poszczególnych zawodachGrand Prix
| Sezon 2004                   |                         |                                 |                                 |                                |                                 |                                 |                                 |                                 |                       |                          |                          |         |         |         |         |         |         |         |         |         |         |        |        |        |        |        |        |        |        |        |        |        |        |        |        |
| GP Szwecji – Sztokholm       | GP Czech – Praga        | GP Europy – Wrocław             | GP Wielkiej Brytanii – Cardiff  | GP Danii – Kopenhaga           | GP Skandynawii – Göteborg       | GP Słowenii – Krško             | GP Polski – Bydgoszcz           | GP Norwegii – Hamar             | miejsce               | miejsce                  | miejsce                  | miejsce | miejsce | miejsce | miejsce | miejsce | miejsce | miejsce | miejsce | miejsce | miejsce | punkty | punkty | punkty | punkty | punkty | punkty | punkty | punkty | punkty | punkty | punkty | punkty | punkty |        |
| –                            | –                       | –                               | –                               | 13                             | –                               | –                               | –                               | –                               | 24                    | 24                       | 24                       | 24      | 24      | 24      | 24      | 24      | 24      | 24      | 24      | 24      | 24      | 13     | 13     | 13     | 13     | 13     | 13     | 13     | 13     | 13     | 13     | 13     | 13     | 13     |        |
| Sezon 2005                   |                         |                                 |                                 |                                |                                 |                                 |                                 |                                 |                       |                          |                          |         |         |         |         |         |         |         |         |         |         |        |        |        |        |        |        |        |        |        |        |        |        |        |        |
| GP Europy – Wrocław          | GP Szwecji – Eskilstuna | GP Słowenii – Krško             | GP Wielkiej Brytanii – Cardiff  | GP Danii – Kopenhaga           | GP Czech – Praga                | GP Skandynawii – Målilla        | GP Polski – Bydgoszcz           | GP Włoch – Lonigo               | miejsce               | miejsce                  | miejsce                  | miejsce | miejsce | miejsce | miejsce | miejsce | miejsce | miejsce | miejsce | miejsce | miejsce | punkty | punkty | punkty | punkty | punkty | punkty | punkty | punkty | punkty | punkty | punkty | punkty | punkty |        |
| –                            | –                       | –                               | –                               | 7                              | –                               | –                               | –                               | –                               | 19                    | 19                       | 19                       | 19      | 19      | 19      | 19      | 19      | 19      | 19      | 19      | 19      | 19      | 7      | 7      | 7      | 7      | 7      | 7      | 7      | 7      | 7      | 7      | 7      | 7      | 7      |        |
| Sezon 2006                   |                         |                                 |                                 |                                |                                 |                                 |                                 |                                 |                       |                          |                          |         |         |         |         |         |         |         |         |         |         |        |        |        |        |        |        |        |        |        |        |        |        |        |        |
| GP Słowenii – Krško          | GP Europy – Wrocław     | GP Szwecji – Eskilstuna         | GP Wielkiej Brytanii – Cardiff  | GP Danii – Kopenhaga           | GP Włoch – Lonigo               | GP Skandynawii – Målilla        | GP Czech – Praga                | GP Łotwy – Dyneburg             | GP Polski – Bydgoszcz | miejsce                  | miejsce                  | miejsce | miejsce | miejsce | miejsce | miejsce | miejsce | miejsce | miejsce | miejsce | miejsce | punkty | punkty | punkty | punkty | punkty | punkty | punkty | punkty | punkty | punkty | punkty | punkty |        |        |
| 2                            | 6                       | 4                               | 5                               | 8                              | 5                               | 6                               | 8                               | 4                               | 3                     | 13                       | 13                       | 13      | 13      | 13      | 13      | 13      | 13      | 13      | 13      | 13      | 13      | 51     | 51     | 51     | 51     | 51     | 51     | 51     | 51     | 51     | 51     | 51     | 51     |        |        |
| Sezon 2008                   |                         |                                 |                                 |                                |                                 |                                 |                                 |                                 |                       |                          |                          |         |         |         |         |         |         |         |         |         |         |        |        |        |        |        |        |        |        |        |        |        |        |        |        |
| GP Słowenii – Krško          | GP Europy – Leszno      | GP Szwecji – Göteborg           | GP Danii – Kopenhaga            | GP Wielkiej Brytanii – Cardiff | GP Czech – Praga                | GP Skandynawii – Målilla        | GP Łotwy – Dyneburg             | GP Polski – Bydgoszcz           | GP Włoch – Lonigo     | GP Finał – Bydgoszcz     | miejsce                  | miejsce | miejsce | miejsce | miejsce | miejsce | miejsce | miejsce | miejsce | miejsce | miejsce | punkty | punkty | punkty | punkty | punkty | punkty | punkty | punkty | punkty | punkty | punkty |        |        |        |
| 8                            | 10                      | 2                               | 6                               | 6                              | 7                               | 9                               | 1                               | 4                               | 6                     | –                        | 12                       | 12      | 12      | 12      | 12      | 12      | 12      | 12      | 12      | 12      | 12      | 59     | 59     | 59     | 59     | 59     | 59     | 59     | 59     | 59     | 59     | 59     |        |        |        |
| Sezon 2009                   |                         |                                 |                                 |                                |                                 |                                 |                                 |                                 |                       |                          |                          |         |         |         |         |         |         |         |         |         |         |        |        |        |        |        |        |        |        |        |        |        |        |        |        |
| GP Czech – Praga             | GP Europy – Leszno      | GP Szwecji – Göteborg           | GP Danii – Kopenhaga            | GP Wielkiej Brytanii – Cardiff | GP Łotwy – Dyneburg             | GP Skandynawii – Målilla        | GP Nordyckie – Vojens           | GP Słowenii – Krško             | GP Włoch – Terenzano  | GP Polski – Bydgoszcz    | miejsce                  | miejsce | miejsce | miejsce | miejsce | miejsce | miejsce | miejsce | miejsce | miejsce | miejsce | punkty | punkty | punkty | punkty | punkty | punkty | punkty | punkty | punkty | punkty | punkty |        |        |        |
| –                            | –                       | –                               | 11                              | –                              | 8                               | –                               | 1                               | –                               | –                     | –                        | 17                       | 17      | 17      | 17      | 17      | 17      | 17      | 17      | 17      | 17      | 17      | 20     | 20     | 20     | 20     | 20     | 20     | 20     | 20     | 20     | 20     | 20     |        |        |        |
| Sezon 2010                   |                         |                                 |                                 |                                |                                 |                                 |                                 |                                 |                       |                          |                          |         |         |         |         |         |         |         |         |         |         |        |        |        |        |        |        |        |        |        |        |        |        |        |        |
| GP Europy – Leszno           | GP Szwecji – Göteborg   | GP Czech – Praga                | GP Danii – Kopenhaga            | GP Polski – Toruń              | GP Wielkiej Brytanii – Cardiff  | GP Skandynawii – Målilla        | GP Chorwacji – Gorican          | GP Nordyckie – Vojens           | GP Włoch – Terenzano  | GP Polski – Bydgoszcz    | miejsce                  | miejsce | miejsce | miejsce | miejsce | miejsce | miejsce | miejsce | miejsce | miejsce | miejsce | punkty | punkty | punkty | punkty | punkty | punkty | punkty | punkty | punkty | punkty | punkty |        |        |        |
| –                            | –                       | –                               | –                               | –                              | –                               | –                               | –                               | 6                               | –                     | –                        | 22                       | 22      | 22      | 22      | 22      | 22      | 22      | 22      | 22      | 22      | 22      | 6      | 6      | 6      | 6      | 6      | 6      | 6      | 6      | 6      | 6      | 6      |        |        |        |
| Sezon 2013                   |                         |                                 |                                 |                                |                                 |                                 |                                 |                                 |                       |                          |                          |         |         |         |         |         |         |         |         |         |         |        |        |        |        |        |        |        |        |        |        |        |        |        |        |
| GP Nowej Zelandii – Auckland | GP Europy – Bydgoszcz   | GP Szwecji – Göteborg           | GP Czech – Praga                | GP Wielkiej Brytanii – Cardiff | GP Polski – Gorzów Wielkopolski | GP Danii – Kopenhaga            | GP Włoch – Terenzano            | GP Łotwy – Dyneburg             | GP Słowenii – Krško   | GP Skandynawii – Solna   | GP Polski – Toruń        | miejsce | miejsce | miejsce | miejsce | miejsce | miejsce | miejsce | miejsce | miejsce | miejsce | punkty | punkty | punkty | punkty | punkty | punkty | punkty | punkty | punkty | punkty |        |        |        |        |
| 7                            | 9                       | 10                              | 7                               | 16                             | 11                              | 4                               | 13                              | 13                              | 11                    | 18                       | 13                       |         |         |         |         |         |         |         |         |         |         | 132    | 132    | 132    | 132    | 132    | 132    | 132    | 132    | 132    | 132    |        |        |        |        |
| Sezon 2014                   |                         |                                 |                                 |                                |                                 |                                 |                                 |                                 |                       |                          |                          |         |         |         |         |         |         |         |         |         |         |        |        |        |        |        |        |        |        |        |        |        |        |        |        |
| GP Nowej Zelandii – Auckland | GP Europy – Bydgoszcz   | GP Finlandii – Tampere          | GP Czech – Praga                | GP Szwecji – Målilla           | GP Danii – Kopenhaga            | GP Wielkiej Brytanii – Cardiff  | GP Łotwy – Dyneburg             | GP Polski – Gorzów Wielkopolski | GP Nordyckie – Vojens | GP Skandynawii – Solna   | GP Polski – Toruń        | miejsce | miejsce | miejsce | miejsce | miejsce | miejsce | miejsce | miejsce | miejsce | miejsce | punkty | punkty | punkty | punkty | punkty | punkty | punkty | punkty | punkty | punkty |        |        |        |        |
| 6                            | 10                      | 6                               | 13                              | 11                             | 16                              | 12                              | 7                               | 6                               | –                     | –                        | –                        | 11      | 11      | 11      | 11      | 11      | 11      | 11      | 11      | 11      | 11      | 87     | 87     | 87     | 87     | 87     | 87     | 87     | 87     | 87     | 87     |        |        |        |        |
| Sezon 2015                   |                         |                                 |                                 |                                |                                 |                                 |                                 |                                 |                       |                          |                          |         |         |         |         |         |         |         |         |         |         |        |        |        |        |        |        |        |        |        |        |        |        |        |        |
| GP Polski – Warszawa         | GP Finlandii – Tampere  | GP Czech – Praga                | GP Wielkiej Brytanii – Cardiff  | GP Łotwy – Dyneburg            | GP Szwecji – Målilla            | GP Danii – Horsens              | GP Polski – Gorzów Wielkopolski | GP Słowenii – Krško             | GP Sztokholmu – Solna | GP Polski – Toruń        | GP Australii – Melbourne | miejsce | miejsce | miejsce | miejsce | miejsce | miejsce | miejsce | miejsce | miejsce | miejsce | punkty | punkty | punkty | punkty | punkty | punkty | punkty | punkty | punkty | punkty |        |        |        |        |
| 7                            | 6                       | 8                               | 14                              | 8                              | 10                              | 7                               | 10                              | 11                              | 14                    | 10                       | 15                       | 4       | 4       | 4       | 4       | 4       | 4       | 4       | 4       | 4       | 4       | 120    | 120    | 120    | 120    | 120    | 120    | 120    | 120    | 120    | 120    |        |        |        |        |
| Sezon 2016                   |                         |                                 |                                 |                                |                                 |                                 |                                 |                                 |                       |                          |                          |         |         |         |         |         |         |         |         |         |         |        |        |        |        |        |        |        |        |        |        |        |        |        |        |
| GP Słowenii – Krško          | GP Polski – Warszawa    | GP Danii – Horsens              | GP Czech – Praga                | GP Wielkiej Brytanii – Cardiff | GP Szwecji – Målilla            | GP Polski – Gorzów Wielkopolski | GP Niemiec – Teterow            | GP Sztokholmu – Solna           | GP Polski – Toruń     | GP Australii – Melbourne | miejsce                  | miejsce | miejsce | miejsce | miejsce | miejsce | miejsce | miejsce | miejsce | miejsce | miejsce | punkty | punkty | punkty | punkty | punkty | punkty | punkty | punkty | punkty | punkty | punkty |        |        |        |
| 8                            | 4                       | 7                               | 11                              | 3                              | 8                               | 5                               | 11                              | 7                               | 15                    | 12                       | 8                        | 8       | 8       | 8       | 8       | 8       | 8       | 8       | 8       | 8       | 8       | 91     | 91     | 91     | 91     | 91     | 91     | 91     | 91     | 91     | 91     | 91     |        |        |        |
| Sezon 2017                   |                         |                                 |                                 |                                |                                 |                                 |                                 |                                 |                       |                          |                          |         |         |         |         |         |         |         |         |         |         |        |        |        |        |        |        |        |        |        |        |        |        |        |        |
| GP Słowenii – Krško          | GP Polski – Warszawa    | GP Łotwy – Dyneburg             | GP Czech – Praga                | GP Danii – Horsens             | GP Wielkiej Brytanii – Cardiff  | GP Szwecji – Målilla            | GP Polski – Gorzów Wielkopolski | GP Niemiec – Teterow            | GP Sztokholmu – Solna | GP Polski – Toruń        | GP Australii – Melbourne | miejsce | miejsce | miejsce | miejsce | miejsce | miejsce | miejsce | miejsce | miejsce | miejsce | punkty | punkty | punkty | punkty | punkty | punkty | punkty | punkty | punkty | punkty |        |        |        |        |
| 9                            | 9                       | 7                               | 3                               | 3                              | 7                               | 6                               | –                               | –                               | –                     | –                        | –                        | 15      | 15      | 15      | 15      | 15      | 15      | 15      | 15      | 15      | 15      | 44     | 44     | 44     | 44     | 44     | 44     | 44     | 44     | 44     | 44     |        |        |        |        |
| Sezon 2018                   |                         |                                 |                                 |                                |                                 |                                 |                                 |                                 |                       |                          |                          |         |         |         |         |         |         |         |         |         |         |        |        |        |        |        |        |        |        |        |        |        |        |        |        |
| GP Polski – Warszawa         | GP Czech – Praga        | GP Danii – Horsens              | GP Szwecji – Hallstavik         | GP Wielkiej Brytanii – Cardiff | GP Skandynawii – Målilla        | GP Polski – Gorzów Wielkopolski | GP Słowenii – Krško             | GP Niemiec – Teterow            | GP Polski – Toruń     | miejsce                  | miejsce                  | miejsce | miejsce | miejsce | miejsce | miejsce | miejsce | miejsce | miejsce | miejsce | miejsce | punkty | punkty | punkty | punkty | punkty | punkty | punkty | punkty | punkty | punkty | punkty | punkty |        |        |
| 4                            | 5                       | –                               | –                               | –                              | –                               | –                               | 5                               | 12                              | 10                    | 15                       | 15                       | 15      | 15      | 15      | 15      | 15      | 15      | 15      | 15      | 15      | 15      | 36     | 36     | 36     | 36     | 36     | 36     | 36     | 36     | 36     | 36     | 36     | 36     |        |        |
| Sezon 2019                   |                         |                                 |                                 |                                |                                 |                                 |                                 |                                 |                       |                          |                          |         |         |         |         |         |         |         |         |         |         |        |        |        |        |        |        |        |        |        |        |        |        |        |        |
| GP Polski – Warszawa         | GP Słowenii – Krško     | GP Czech – Praga                | GP Szwecji – Hallstavik         | GP Polski – Wrocław            | GP Skandynawii – Målilla        | GP Niemiec – Teterow            | GP Danii – Vojens               | GP Wielkiej Brytanii – Cardiff  | GP Polski – Toruń     | miejsce                  | miejsce                  | miejsce | miejsce | miejsce | miejsce | miejsce | miejsce | miejsce | miejsce | miejsce | miejsce | punkty | punkty | punkty | punkty | punkty | punkty | punkty | punkty | punkty | punkty | punkty | punkty |        |        |
| 14                           | 7                       | 3                               | 8                               | 2                              | 7                               | 13                              | 7                               | 5                               | 11                    | 10                       | 10                       | 10      | 10      | 10      | 10      | 10      | 10      | 10      | 10      | 10      | 10      | 77     | 77     | 77     | 77     | 77     | 77     | 77     | 77     | 77     | 77     | 77     | 77     |        |        |
| Sezon 2020                   |                         |                                 |                                 |                                |                                 |                                 |                                 |                                 |                       |                          |                          |         |         |         |         |         |         |         |         |         |         |        |        |        |        |        |        |        |        |        |        |        |        |        |        |
| GP Polski – Wrocław          | GP Polski – Wrocław     | GP Polski – Gorzów Wielkopolski | GP Polski – Gorzów Wielkopolski | GP Czech – Praga               | GP Czech – Praga                | GP Polski – Toruń               | GP Polski – Toruń               | miejsce                         | miejsce               | miejsce                  | miejsce                  | miejsce | miejsce | miejsce | miejsce | miejsce | miejsce | miejsce | miejsce | miejsce | miejsce | punkty | punkty | punkty | punkty | punkty | punkty | punkty | punkty | punkty | punkty | punkty | punkty | punkty | punkty |
| 3                            | 11                      | 6                               | 4                               | 4                              | 2                               | 1                               | 1                               | 13                              | 13                    | 13                       | 13                       | 13      | 13      | 13      | 13      | 13      | 13      | 13      | 13      | 13      | 13      | 32     | 32     | 32     | 32     | 32     | 32     | 32     | 32     | 32     | 32     | 32     | 32     | 32     | 32     |

| Statystyki        | Statystyki |
| ----------------- | ---------- |
| Starty            | 100        |
| Zwycięstwa        | 5          |
| Miejsca na podium | 9          |
| Finalista         | 18         |
| Punkty            | 775        |